# Partido Conservador Ecuatoriano
El Partido Conservador Ecuatoriano (PCE) fue el primer partido político ecuatoriano, fundado bajo el recuerdo de Gabriel García Moreno en 1883 y la doctrina social de la Iglesia.
Entre sus Ideólogos estuvieron Juan León Mera, el Dr. Felipe Sarrade, el general Julio Sáenz Salvador, Dr. Ramón Aguirre, el coronel Manuel de Ascázubi, Gregorio del Valle, Roberto de Ascázubi, Rafael Carvajal, Nicolás Martínez e Ignacio del Alcánzar. Tuvo activa participación como partido católico, incluso en los conflictos bélicos internos que derivaron en la victoria de la Revolución Alfarista, en 1895.

## Ideología
El Partido Conservador basó durante la mayor parte de su existencia una línea política de derecha dura, manteniendo la ideología de un Estado influyente y controlador en la sociedad, en particular en el ámbito social, implementando la doctrina social de la Iglesia católica como política estatal, el reconocimiento del catolicismo como religión y política oficial del país, plena colaboración y subordinación del país al Vaticano, financiamiento económico a la iglesia católica y sus obras, implementación de educación exclusivamente católica dirigida por el clero, distinción clara de clases sociales, dando prioridad y mayores derechos a los acaudalados, el no reconocimiento de otras religiones, la promoción de valores tradicionales y una economía dirigida por el estado dando prioridad a la inversión privada. En el siglo XX, el partido se acomodó a los cambios sociales de la época, manteniendo como base de su política los valores y la doctrina social de la iglesia, mientras que en las décadas de los 80, 90 y 2000 viró hacia una economía liberal.

## Historia

### Antecedentes
El partido conservador, junto al liberal, fueron los dos partidos originales del Ecuador, existiendo desde la formación de la república pero sin una estructura, sino como agrupación afín, ejerciendo el primer gobierno del país a través de Juan José Flores.
El PCE comenzó a consolidarse durante el gobierno de Gabriel García Moreno (1861-1865)/(1869-1875) como plataforma política para instaurar un estado conservador en el Ecuador bajo el liderazgo personalista del presidente Gabriel García Moreno hasta su asesinato en 1875. 
La organización de Gabriel García Moreno sufrió después de su muerte un vacío de poder y de unidad, resultando en el triunfo electoral del liberal Antonio Borrero y posteriormente en la dictadura de Ignacio de Veintemilla.

### Surgimiento y declive
En 1883, tras la caída de Veintemilla, se funda bajo el nombre de "Unión Republicana", primera organización político-partidaria del país, con bases y programa hechos por Juan León Mera. El partido apoyara la candidatura de José María Plácido Caamaño. Dos años después de la fundación se produce una crisis interna donde el partido quedará dividido entre progresistas y católico republicanos. La denominación cambiara a la de "Partido Católico Republicano".
En 1888 y 1889 se forma Partido Progresista bajo el nombre de "Unión Republicana" siendo fundado por el recién electo presidente Antonio Flores Jijón, apoyando los siguientes gobiernos del mismo Flores y Cordero Crespo. Esta organización será la primera escisión del conservadurismo. Mientras el progresismo asumió el poder, los conservadores consiguieron la vicepresidencia con Pablo Herrera y Vicente Lucio Salazar.
Debido al mal manejo de la política nacional, ambos partidos se debilitaron, resultando en la Revolución Liberal de 1895, momento en que el Partido Conservador perdió casi por completo su influencia en la política nacional y tenía mucha resistencia por parte de la ciudadanía como resultado de los cambios implementados por el liberalismo. Durante este periodo de su historia sucedió la oposición a Eloy Alfaro y el apoyo de un sector al gobierno de Leonidas Plaza. En 1925, Jacinto Jijón y Caamaño reconstituyó el Partido Conservador, siendo para 1931 que será impedido su retorno al poder cuando resultó elegido Neptalí Bonifaz, siendo impedido de acceder al poder en varias ocasiones por medio de golpes de estado.

### Velasquismo y escisiones
El PCE, con la influencia de Velasco Ibarra, comenzó a retomar el poder en el país en las décadas de los 30 y 40, alcanzando la Vicepresidencia y Presidencia de la República con Mariano Suárez Veintimilla, manteniendo gran resistencia por parte de la clase política, por lo que no se le permitió completar su período. Posteriormente el partido tuvo su mayor poder en el legislativo, alcanzado en varias ocasiones la Presidencia del Congreso, llegando al poder en alianza con el Movimiento Social Cristiano en 1956 con Camilo Ponce Enríquez.
Sin embargo, hay que indicar que hace tiempo Velasco Ibarra se había desafiliado del PCE y que habían surgido nuevos grupos políticos de similar tendencia a la conservadora, casos como son el Movimiento Social Cristiano y la Acción Revolucionaria Nacionalista Ecuatoriana, que le quitarían espacio electoral a los conservadores. En las pugnas internas surge una nueva y distinta facción progresista al mando de Julio César Trujillo en 1976.

### Decaimiento y desaparición
Posterior a las dictaduras militares, el PCE empezó a perder fuertemente influencia a nivel nacional, particularmente luego del retorno a la democracia en 1979, paulatinamente perdiendo apoyo electoral. Recibió la lista 1 y la mantuvo hasta su extinción. Llegó al poder en alianza con el Partido Unidad Republicana (PUR) de Sixto Durán-Ballén, ocupando la vicepresidencia Alberto Dahik, presidente del partido en 1992. Luego del escándalo de corrupción de Dahik, el PCE empezó a reestructurarse, absorbiendo al PUR, formando el Partido Conservador Ecuatoriano-Unión Nacional, manteniendo ese nombre por pocos años, siendo renombrado en el año 2001 como el Partido Unión Nacional-UNO, formado por varios exmilitantes de la Democracia Popular.
Actuó en el Congreso Nacional hasta el 2000. En las elecciones del 2002 apoyó la candidatura del socialista León Roldós dentro de la alianza popularmente conocida como "La Fanesca". Posteriormente, no reunió el 5% de votos mínimo para sobrevivir y actualmente se encuentra en extinción.

## Resultados

### Elecciones presidenciales 1869-1946
| Año  | Candidatos                 | 1.ª Vuelta | 1.ª Vuelta | Resultado  | Notas                                                                |
| Año  | Candidatos                 | Votos      | %          | Resultado  | Notas                                                                |
| ---- | -------------------------- | ---------- | ---------- | ---------- | -------------------------------------------------------------------- |
| 1869 | Gabriel García Moreno      | 28         | 93.33      | 1er Lugar  | Realizada por la 8° Asamblea Constituyente                           |
| 1875 | Gabriel García Moreno      | 22,529     | 99.1       | 1er Lugar  |                                                                      |
| 1875 | Julio Sáenz                | 3,583      | 8          | 2do Lugar  |                                                                      |
| 1884 | José María Plácido Caamaño | 43         | 69.35      | 1er Lugar  | Realizada por la 10° Asamblea Constituyente                          |
| 1888 | Pedro Ignacio Lizarzaburu  | 34         | 0.1        | 5.º Lugar  |                                                                      |
| 1892 | Camilo Ponce Ortiz         | 26,321     | 41.8       | 2do Lugar  |                                                                      |
| 1912 | Carlos R. Tobar            | 754        | 1.2        | 2do Lugar  |                                                                      |
| 1916 | Rafael María Arízaga       | 7,052      | 5.5        | 2do Lugar  |                                                                      |
| 1929 | Neptalí Bonifaz            | 6          | 10.90      | 2do Lugar  | Realizada por la 13° Asamblea Constituyente                          |
| 1931 | Neptalí Bonifaz            | 27,042     | 45.3       | 1er Lugar  | Única vez en la historia del Ecuador que son anuladas las elecciones |
| 1932 | Manuel Sotomayor y Luna    | 16,212     | 20.3       | 2do Lugar  |                                                                      |
| 1933 | José María Velasco Ibarra  | 51.248     | 80.2       | 1er Lugar  |                                                                      |
| 1940 | Jacinto Jijón y Caamaño    | 16,376     | 19.9       | 3.er Lugar |                                                                      |
| 1946 | Manuel Elicio Flor         | 10         | 16.66      | 2.º Lugar  | Realizada por la 17° Asamblea Constituyente                          |

### 1948-2002
| Año  | Candidatos              | Candidatos              | 1.ª Vuelta            | 1.ª Vuelta            | 2.ª Vuelta            | 2.ª Vuelta            | Resultado             | Notas                                                               |
| Año  | Presidente              | Vicepresidente          | Votos                 | %                     | Votos                 | %                     | Resultado             | Notas                                                               |
| ---- | ----------------------- | ----------------------- | --------------------- | --------------------- | --------------------- | --------------------- | --------------------- | ------------------------------------------------------------------- |
| 1948 | Manuel Elicio Flor      | Manuel Sotomayor y Luna | 112.356               | 39.88                 | N/A                   | N/A                   | 2.º Lugar             | El vicepresidente resultó elegido                                   |
| 1952 | Ruperto Alarcón Falconí | Cristóbal Azúa          | 116,870               | 32.37                 | N/A                   | N/A                   | 2.º Lugar             |                                                                     |
| 1956 | Camilo Ponce            | Francisco Illingworth   | 178,424               | 29.02                 | N/A                   | N/A                   | 1er Lugar             | Parte de Acción Democrática Cristiana. El vicepresidente es del PCE |
| 1960 | Gonzalo Cordero Crespo  | Héctor Romero Menéndez  | 172,117               | 22.44                 | N/A                   | N/A                   | 2.º Lugar             | Parte de Acción Democrática Cristiana                               |
| 1968 | Camilo Ponce            | Roberto Nevárez         | 259,833               | 30.44                 | N/A                   | N/A                   | 3.er Lugar            | En alianza con Partido Social Cristiano                             |
| 1979 | Sixto Durán-Ballén      | José Icaza Roldós       | 328,461               | 23,86                 | 471,657               | 31,51                 | 2.º Lugar             | Parte de Frente Nacional Constitucionalista                         |
| 1984 | León Febres-Cordero     | Blasco Peñaherrera      | 600,563               | 27.20                 | 1,381,709             | 51.54                 | 1er Lugar             | Parte de Frente de Reconstrucción Nacional                          |
| 1988 | Sixto Durán-Ballén      | Pablo Baquerizo Nazur   | 447,672               | 14.72                 | N/A                   | N/A                   | 3.er Lugar            | En alianza con Partido Social Cristiano                             |
| 1992 | Sixto Durán-Ballén      | Alberto Dahik           | 1.089.154             | 31.88                 | 2.146.762             | 57.32                 | 1er Lugar             | En alianza con Partido Unidad Republicana. Vicepresidente del PCE   |
| 1996 | No presentó candidato   | No presentó candidato   | No presentó candidato | No presentó candidato | No presentó candidato | No presentó candidato | No presentó candidato | No presentó candidato                                               |
| 1998 | No presentó candidato   | No presentó candidato   | No presentó candidato | No presentó candidato | No presentó candidato | No presentó candidato | No presentó candidato | No presentó candidato                                               |
| 2002 | No presentó candidato   | No presentó candidato   | No presentó candidato | No presentó candidato | No presentó candidato | No presentó candidato | No presentó candidato | No presentó candidato                                               |

### Elecciones seccionales
|  | 36.80 % |

|  | 20.80 % |

|  | 0 % |

|  | 4.00 % |

|  | 0 % |

|  | 0 % |

|  | 5.00 % |

|  | 3.70 % |

|  | 4.80 % |

|  | 0 % |

|  | 0 % |

|  | 3.30 % |